# Dicaeum hirundinaceum
El picaflores golondrina (Dicaeum hirundinaceum), también conocido como picaflor del muérdago, es una especie de ave paseriforme de la familia Dicaeidae nativa de Australia (aunque ausente en Tasmania y las zonas desérticas más áridas), y también de las islas Molucas orientales, de Indonesia en el mar de Arafura entre Australia y Nueva Guinea.
Prefieren ambientes con árboles y arbustos, donde pueden construir sus nidos. El pájaro come una variedad de alimentos, como bayas y muchos tipos de insectos.

## Descripción
La especie es pequeña (de 9 a 10 cm de largo) y 7.5 a 11 g de peso. El macho es azul brillante y negro por encima, con un pecho rojo y la parte bajo la cola ligeramente roja, y una franja negra central recorriendo su vientre blanco. La hembra es de color gris oscuro por encima, con un cuello blanco, las partes inferiores de color gris claro, y sólo un toque de color rosado-rojo debajo de la cola. Los ojos, pico y patas son negros; el delgado pico es afilado, tiene poco más de un centímetro de largo y es ligeramente curvado hacia abajo. Los jóvenes son similares a la hembra, pero tienen un pico naranja rosáceo en lugar de negro.

## Taxonomía
El análisis genético de ADN mitocondrial del 70 % de diceidos reveló que el picaflores golondrina y el picaflores capirrojo (D. geelvinkianum) eran parientes cercanos.

### Subspecies
Existen cuatro subespecies reconocidas, que difieren en ubicación geográfica y detalles de plumaje, sobre todo en los machos:
- Dicaeum hirundinaceum hirundinaceum Shaw y Nodder, 1792, en Australia (con un gran parche rojo de la garganta al pecho, flancos grises);
- Dicaeum hirundinaceum keiense Salvadori, 1874, archipiélago de Watubela, Indonesia (pecho rojo más pequeño);
- Dicaeum hirundinaceum ignicolle G. R. Gray, 1858, islas Aru, Indonesia (flancos amarillos-antes); y,
- Dicaeum hirundinaceum fulgidum P. L. Sclater, 1883, islas Tanimbar, Indonesia (flancos antes, pecho rojo más pequeño, y garganta beige pálida)

## Comportamiento

### Alimentación
La especie come una variedad de alimentos diferentes. Suele comer las bayas de muérdago (de ahí el nombre) y otras plantas. La dieta también incluye néctar, polen, arañas e insectos.
La especie consume el fruto del muérdago gris (Amyema quandang) y otras especies de muérdago. Al comer el fruto del muérdago parasitario, esta ave es capaz de propagar las semillas. Cuando los pájaros se comen las bayas, las semillas pueden tardar entre 4 a 25 minutos en recorrer su sistema digestivo. Cuando las aves excretan las semillas, las pegajosos heces se adhieren fácilmente a las ramas o el tronco de un árbol donde pronto brotan.

### Reproducción
La hembra construye ella misma el nido sin ayuda del macho. El nido está hecho de plantas trituradas y telarañas, y lo mantiene unido el árbol. Pondrá tres o cuatro huevos blancos en el nido y los incubará de ellos hasta su eclosión. Ambos padres participan en la alimentación de los polluelos.

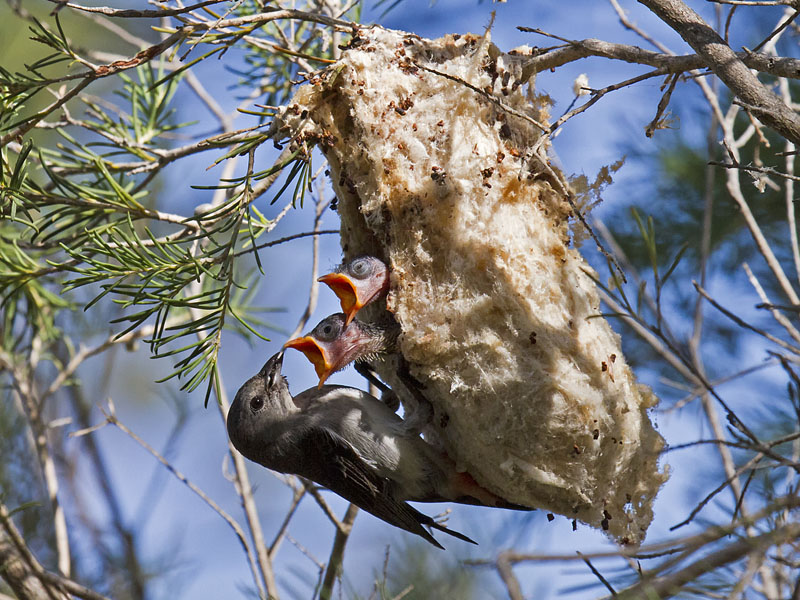
Hembra adulta alimentando a sus polluelos en Perth, Australia Occidental.
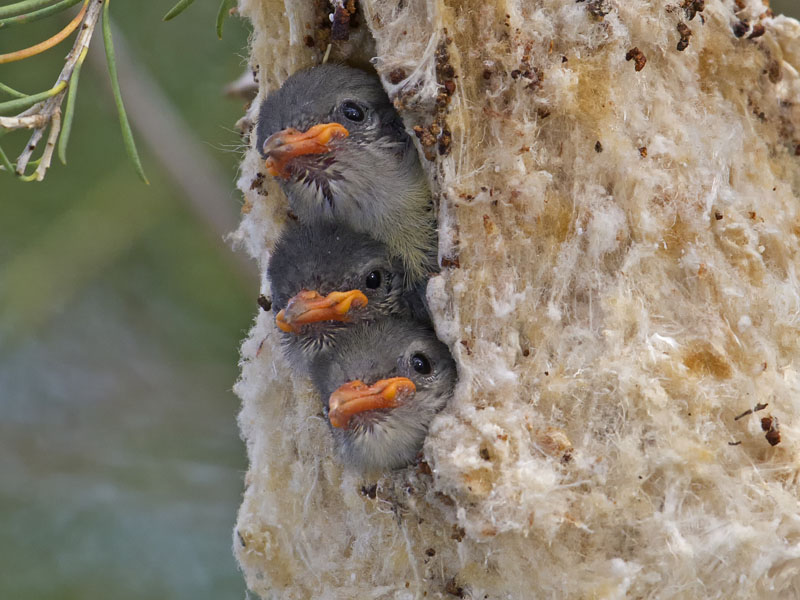
Tres polluelos en un nido cerca de muchos árboles de casuarina con muérdagos.
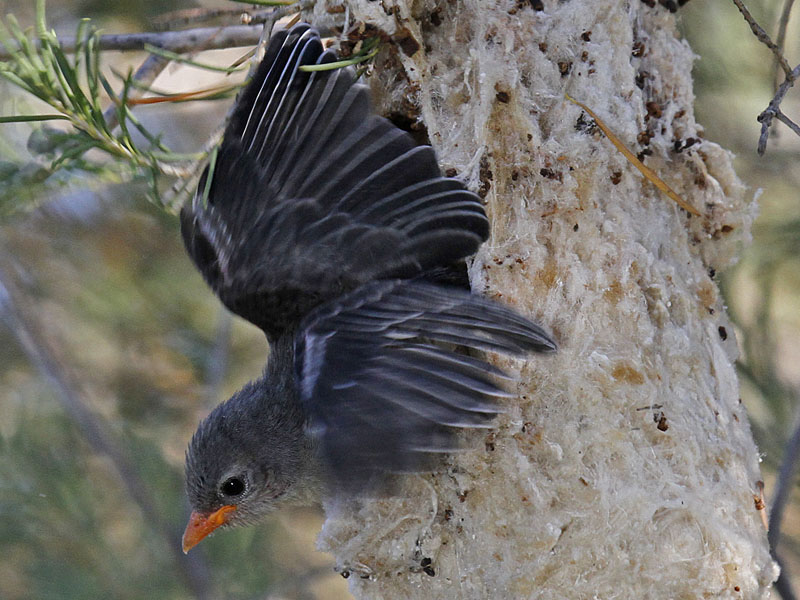
Joven dejando el nido por primera vez.